# 阮福綿𡩡
阮福綿𡩡（越南语：／，1839年12月11日—1856年1月27日），越南阮朝明命帝第七十七子，生母惠嬪陳氏勳。

## 生平
阮福綿𡩡生於明命二十年十一月初六日（1839年12月11日），嗣德八年十二月二十日（1856年1月27日）去世，壽十七歲，嗣德二十年（1867年），列祀展親祠。咸宜元年（1885年）秋，合祀親勳祠。
他是皇子阮福綿宅、廣寧郡王阮福綿宓、皇子阮福绵𡨽、安國公阮福綿㝘、皇子阮福綿室、安吉公主阮玉柔淑、義河公主阮玉祥和、芳香公主阮玉嫻安、春和公主阮玉淑姿、美裔公主阮玉和嫻、多祿公主阮玉柔和、通朗公主阮玉良嫻、皇女阮玉良靜的同母弟，宜春公主阮玉福祥的同母兄。
紹治五年（1845年）七月，阮福綿𡩡獲賜又字部用於後裔命名，但他沒有留下後代。